# 조지 롬니 (화가)
조지 롬니(영어: George Romney, 1734년 12월 26일 ~ 1802년 11월 15일)는 잉글랜드의 화가이다.